# كريغ توماس
كريغ توماس (بالإنجليزية: Craig Thomas)‏ (و. 1971 – م) هو ممثل، وكاتِب، وموسيقي، وكاتب سيناريو، من الولايات المتحدة الأمريكية.

## التعليم
تعلم في جامعة وسليان.

## وصلات خارجية
- كريغ توماس على موقع IMDb (الإنجليزية)
- كريغ توماس على موقع IMDb (الإنجليزية)
- كريغ توماس على موقع ميوزك برينز (الإنجليزية)
- كريغ توماس على موقع قاعدة بيانات الفيلم (الإنجليزية)
- كريغ توماس على موقع كينوبويسك (الروسية)